# 오사카아베노바시역
오사카아베노바시역(일본어: 大阪阿部野橋駅)은 일본 오사카부 오사카시 아베노구에 위치한 긴키 닛폰 철도 미나미오사카 선의 철도역이다. 역 번호는 F 01이며, 총 6면 5선의 구조를 갖춘 지상역이다. 일본 최고 높이 빌딩인 아베노 하루카스 빌딩 1층에 소재하고 있다.

## 타는 곳
|       | 1번 선은 하차장                |                                                                |
| 1 · 2 | ■ 보통 (각 역 정차)            | 6시 대 ~ 23시 대에 사용                                        |
|       | 2 · 3번 선은 하차 승강장       |                                                                |
| 3 · 4 | 주로 ■ 급행 · ■ 준특급         | 토 · 휴일은 구간 급행도 사용. 5시대 · 심야 0시대는 보통도 사용 |
|       | 4번 선은 하차 승강장           | 5번 선과 동일 평면상 승강장                                    |
| 5     | 러시아워의 ■ 급행 · ■ 구간급행 | 준특급도 사용. 6번 하차용도 겸함.                              |
| 6     | □ 특급 전용 승강장             | 5번 승강장 하차용도 겸함.                                      |

## 이용 현황
| 연도별 1일 평균 하차 승차 인원 | 연도별 1일 평균 하차 승차 인원 | 연도별 1일 평균 하차 승차 인원 | 연도별 1일 평균 하차 승차 인원 | 연도별 1일 평균 하차 승차 인원 |
| 연도                           | 특정일                         | 특정일                         | 특정일                         | 1일 평균 승차 인원             |
| 연도                           | 조사일                         | 하차 인원                      | 승차 인원                      | 1일 평균 승차 인원             |
| ------------------------------ | ------------------------------ | ------------------------------ | ------------------------------ | ------------------------------ |
| 1990년                         | 11/6                           | 230,475                        | 113,503                        | 131,944                        |
| 1991년                         | -                              | -                              | -                              | 145,352                        |
| 1992년                         | 11/10                          | 230,093                        | 113,175                        | 133,421                        |
| 1993년                         | -                              | -                              | -                              | 132,789                        |
| 1994년                         | -                              | -                              | -                              | 131,827                        |
| 1995년                         | 12/5                           | 231,629                        | 113,386                        | 132,581                        |
| 1996년                         | -                              | -                              | -                              | 131,589                        |
| 1997년                         | -                              | -                              | -                              | 126,679                        |
| 1998년                         | 11/10                          | 213,934                        | 105,669                        | 122,277                        |
| 1999년                         | -                              | -                              | -                              | 116,300                        |
| 2000년                         | 11/7                           | 203,367                        | 100,453                        | 113,022                        |
| 2001년                         | -                              | -                              | -                              | 110,491                        |
| 2002년                         | -                              | -                              | -                              | 105,427                        |
| 2003년                         | 11/11                          | 102,678                        | 90,394                         | 102,678                        |
| 2004년                         | -                              | -                              | -                              | 99,347                         |
| 2005년                         | 11/8                           | 178,527                        | 88,755                         | 97,730                         |
| 2006년                         | -                              | -                              | -                              | 97,184                         |
| 2007년                         | -                              | -                              | -                              | 96,287                         |
| 2008년                         | 11/18                          | 175,002                        | 86,970                         | 94,625                         |
| 2009년                         | -                              | -                              | -                              | 90,674                         |
| 2010년                         | 11/9                           | 163,977                        | 81,676                         | 88,256                         |
| 2011년                         | -                              | -                              | -                              | 87,730                         |
| 2012년                         | 11/13                          | 159,075                        | 79,345                         | 86,825                         |
| 2013년                         | -                              | -                              | -                              | 88,138                         |
| 2014년                         | -                              | -                              | -                              | 86,390                         |
| 2015년                         | 11/10                          | 162,779                        | 81,240                         | 87,354                         |

## 역 주변
- 아베노 하루카스 (아베노바시 터미널 빌딩)
- 덴노지역
  - (JR 서일본 오사카 순환선 · 간사이 본선 · 한와 선, 오사카 시영 지하철 미도스지 선 · 다니마치 선)
- 덴노지에키마에 역
  - (한카이 전기 궤도 우에마치 선)

## 인접 역
| 긴키 닛폰 철도 F 미나미오사카 선 | 긴키 닛폰 철도 F 미나미오사카 선 | 긴키 닛폰 철도 F 미나미오사카 선         |
| -------------------------------- | -------------------------------- | ---------------------------------------- |
| 시·종착역                        | ■ 급행 · ■ 구간급행              | 후루이치 F16 가시하라진구마에 방면       |
| 시·종착역                        | ■ 준특급                         | 가와치마쓰바라 F10 가시하라진구마에 방면 |
| 시·종착역                        | ■ 보통                           | 고보레구치 F02 가시하라진구마에 방면     |